# Gottfried von Freiberg

Gottfried von Freiberg, Fotografie von 1956

Gottfried von Freiberg (* 8. April 1908 in Wien; † 2. Februar 1962 ebenda) war ein österreichischer Hornist.

## Leben
Der Sohn eines hochrangigen Beamten im Innenministerium der Österreichischen Monarchie entwickelte schon sehr früh seine musikalischen Fähigkeiten. Diese wurden insbesondere vom Bruder seiner Mutter, dem berühmten Solohornisten der Wiener Philharmoniker Karl Stiegler gefördert. Die Mutter war eine direkte Nachfahrin von Franz Schubert.
Seine Orchesterkarriere begann Freiberg am Badischen Staatstheater Karlsruhe. Dort traf er auch auf den gleichaltrigen Dirigenten Joseph Keilberth. In der gemeinsamen Zeit haben sich beide in ihrer musikalischen Entwicklung stark beeinflusst. Neben seinem Karlsruher Engagement spielte er im Sommer 1928 im Bayreuther Festspielorchester und wurde ebenfalls 1928 Mitglied des Orchesters der Wiener Staatsoper.
1932 wird er Nachfolger von Karl Stiegler bei den Wiener Philharmonikern wie auch an der Musikakademie.
1936 auf 1937 wirkte er für eine Saison bei den Bostoner Symphonikern unter dem Dirigenten Sergei Alexandrowitsch Kussewizki, wo er unter anderem auch mit dem Solohornisten Willem Valkenier zusammenarbeitete. Der Erfolg des US-Aufenthalts war jedoch durch Ansatzprobleme getrübt: Freiberg hatte wegen des ungewohnten Seeklimas ständig offene Lippen. Zudem wuchsen in dieser Zeit die antideutschen Stimmungen in den USA, was für Freiberg besonders belastend war, da sein Großvater Jude war.
Nachdem Deutschland 1938 in Österreich einmarschiert war, konnte er wegen seiner überragenden Leistungen ungehindert weiter arbeiten. Möglicherweise stand er unter dem besonderen Schutz von Joseph Goebbels. Ohne diesen „Beschützer“ wäre sein Schicksal wahrscheinlich besiegelt gewesen, es sei denn, er hätte seine Familie und sich durch rechtzeitige Flucht ins Ausland retten können. Sein Bruder Guido war sogar im Sanitätscorps.
Freiberg war Solist der Uraufführung des zweiten Hornkonzerts von Richard Strauss im August 1943, die vom Dirigenten Karl Böhm geleitet wurde.
Nach 1945 wurde Freiberg von den Wiener Philharmonikern zum Vorstand gewählt, da er einer der wenigen herausragenden Musiker war, die politisch nicht belastet waren. Nach einem Jahr trat er von dieser Funktion zurück und wirkte in den folgenden Jahren weiter als philharmonischer Solohornist, Professor an der Musikakademie und Kammermusiker. Zudem trat Freiberg gelegentlich als Solist auf, z. B. nochmals mit dem zweiten Hornkonzert von Richard Strauss 1958 im Wiener Musikverein (Dirigent: Karl Oesterreicher) und mit Carl Maria von Webers Concertino in Bad Gastein.

## Lehrer
Freiberg konnte im Unterricht alle Solostücke am Klavier begleiten. Zu seinen zahlreichen Schülern zählen Roland Berger, Friedrich Gabler, Roland Horvath, Bernhard Krol, Hans Pizka, Kurt Schwertsik und Robert Freund.
Ursprünglich auf dem Hietzinger Friedhof in Wien begraben, wurden Freibergs sterbliche Überreste 2018 auf Wunsch seiner Tochter Brigitte in den Waldfriedhof am Wiener Zentralfriedhof umgebettet.

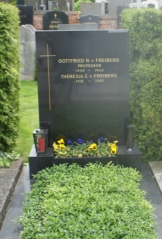
Ehemalige Grabstätte von Gottfried Freiberg